# Kanton Plombières-les-Bains
Der Kanton Plombières-les-Bains war bis 2015 ein französischer Wahlkreis im Arrondissement Épinal, im Département Vosges und in der Region Lothringen; sein Hauptort war Plombières-les-Bains. Letzter Vertreter im Generalrat des Départements war von 1989 bis 2015 Philippe Faivre (UMP).

## Lage
Der Kanton lag im Süden des Départements Vosges. 

Lage des Kantons Plombières-les-Bains innerhalb des Arrondissements Épinal
Lage des Kantons Plombières-les-Bains innerhalb des Départements Vosges

## Gemeinden
Der Kanton bestand aus vier Gemeinden:
| Gemeinde             | Einwohner Jahr | Fläche km² | Bevölkerungsdichte | Code INSEE | Postleitzahl |
| -------------------- | -------------- | ---------- | ------------------ | ---------- | ------------ |
| Bellefontaine        | 1.022 (2013)   | 39,11      | 26 Einw./km²       | 88048      | 88370        |
| Girmont-Val-d’Ajol   | 236 (2013)     | 16,67      | 14 Einw./km²       | 88205      | 88340        |
| Plombières-les-Bains | 1.792 (2013)   | 27,2       | 66 Einw./km²       | 88351      | 88370        |
| Le Val-d’Ajol        | 3.936 (2013)   | 73,33      | 54 Einw./km²       | 88487      | 88340        |

## Bevölkerungsentwicklung
| 1962   | 1968  | 1975  | 1982  | 1990  | 1999  | 2006  | 2012  |
| ------ | ----- | ----- | ----- | ----- | ----- | ----- | ----- |
| 10.452 | 9.834 | 9.242 | 8.669 | 8.120 | 7.487 | 7.282 | 7.080 |